# NGC 7539
NGC 7539 (również PGC 70783 lub UGC 12443) – galaktyka soczewkowata (S0), znajdująca się w gwiazdozbiorze Pegaza. Odkrył ją John Herschel 17 sierpnia 1828 roku.